# Shelnak
Shelnak (persiska: شلنک) är en ort i Iran.   Den ligger i provinsen Alborz, i den norra delen av landet, 30 km norr om huvudstaden Teheran. Shelnak ligger 2 377 meter över havet och antalet invånare är 121.
Terrängen runt Shelnak är bergig åt sydväst, men åt nordost är den kuperad.Runt Shelnak är det mycket tätbefolkat, med 4 343 invånare per kvadratkilometer. Närmaste större samhälle är Fasham, 19,7 km öster om Shelnak. Trakten runt Shelnak består i huvudsak av gräsmarker.